# Aermacchi Ala Bianca
Die Aermacchi Ala Bianca ist ein Motorrad des italienischen Herstellers Aeronautica Macchi (später Aermacchi-Harley-Davidson). Gebaut wurde es von 1957 bis 1965. „Ala bianca“ bedeutet im Deutschen „Weißer Flügel“.

## Geschichte
Das erste Motorrad des Herstellers mit einem Hubraum von mehr als 150 cm³, die Aermacchi Chimera 175, präsentiert zum Jahresende 1956, konnte sich wegen ihrer Verkleidung und ihres dadurch ungewöhnlichen Aussehens auf dem Markt nicht durchsetzen. Daher entschloss sich der Hersteller, daneben noch konventionelle, unverkleidete Motorräder anzubieten.
Die schwächere der beiden zunächst angebotenen 175er-Maschinen war die Ala Bianca. Daneben gab es auch die etwas stärkere Ala Rossa.

## Technik

### Motor und Antrieb
Die Ala Bianca hat einen fahrtwindgekühlten Einzylinder-Viertaktmotor mit nahezu liegendem Zylinder. Auf dem linken Stumpf der zweifach gelagerten Kurbelwelle befindet sich eine Mehrscheiben-Ölbadkupplung, über die die Motorkraft an ein geradverzahntes Vierganggetriebe weitergeleitet wird. Das Getriebe wird mit einer Schaltwippe an der rechten Motorseite geschaltet; der erste Gang liegt unten. Mit dem Hinterrad ist das Getriebe durch eine Kette verbunden.
Die beiden hängenden Ventile sind über Stoßstangen und Kipphebel von der unten liegenden Nockenwelle angesteuert, an deren rechten Ende der Unterbrecherkontakt der Batteriezündung angebracht ist.
Die Gemischaufbereitung bewerkstelligt ein Schrägstromvergaser mit Rundschieber und 18 mm Durchlass und ohne Luftfilter. Der Kraftstofftank hat ein Volumen von 17 Litern. Das verchromte Auspuffrohr ist an der rechten Maschinenseite nach hinten gezogen und endet in einem Schalldämpfer in Zigarrenform.

### Rahmen und Fahrwerk
Die Ala Bianca besitzt einen Zentralrohr-Brückenrahmen ohne Heckausleger. Die Hinterradschwinge ist über zwei seitlich angeordnete Federbeine abgestützt. Das Vorderrad sitzt in einer Upside-Down-Gabel.

### Räder und Bremsen
Das Modell hat vorn und hinten 17-Zoll-Drahtspeichenräder, in beide sind Vollnaben-Trommelbremsen eingebaut. Die hintere Bremse wird über einen Fußhebel an der linken Motorseite und ein Gestänge betätigt, die vordere mit einem Handhebel am Lenker über einen Seilzug.

## Technische Daten
| Aermacchi Ala Bianca  | Aermacchi Ala Bianca                                                                       |
| --------------------- | ------------------------------------------------------------------------------------------ |
| Baujahre              | 1957–1965                                                                                  |
| Motor                 | fahrtwindgekühlter Einzylinder-Viertaktmotor, Kickstarter                                  |
| Ventilsteuerung       | hängende Ventile, über Stoßstangen und Kipphebel von unten liegender Nockenwelle gesteuert |
| Bohrung × Hub         | 60 mm × 61 mm                                                                              |
| Hubraum               | 172,4 cm³                                                                                  |
| Verdichtung           | 7 : 1                                                                                      |
| Nennleistung          | 9,35 PS (6,9 kW) bei 6500/min                                                              |
| Gemischaufbereitung   | Schrägstromvergaser mit Rundschieber, 18 mm Ansaugdurchmesser (ohne Luftfilter)            |
| Zündung               | Batteriezündung, kontaktgesteuert                                                          |
| Kupplung              | Mehrscheibenkupplung im Ölbad                                                              |
| Getriebe              | 4-Gang-Getriebe, fußbetätigt                                                               |
| Endantrieb            | Kette                                                                                      |
| Rahmen                | Zentralrohr-Brückenrahmen                                                                  |
| Maße (L × B × H)      | 1920 mm × 600 mm × 880 mm                                                                  |
| Radstand              | 1270 mm                                                                                    |
| Radaufhängung vorn    | Upside-down-Teleskopgabel                                                                  |
| Radaufhängung hinten  | Langarmschwinge, mit zwei Federbeinen abgestützt                                           |
| Felgengröße vorn      | Drahtspeichenrad, 17″                                                                      |
| Felgengröße hinten    | Drahtspeichenrad, 17″                                                                      |
| Bereifung vorn        | 2,50 × 17″                                                                                 |
| Bereifung hinten      | 3,00 × 17″                                                                                 |
| Bremse vorn           | Vollnaben-Trommelbremse, mit Handhebel seilzugbetätigt, ø 160 mm                           |
| Bremse hinten         | Vollnaben-Trommelbremse, mit Fußhebel über Gestänge betätigt, ø 140 mm                     |
| Leergewicht           | 110 kg                                                                                     |
| Tankinhalt            | 17 l                                                                                       |
| Kraftstoffverbrauch   | ca. 2,75 l/100 km                                                                          |
| Höchstgeschwindigkeit | 105 km/h                                                                                   |

Quellen: 